# Partido Popular do Paquistão
O Partido Popular do Paquistão (em urdu: پاکستان پیپلز پارٹی e em inglês Pakistan Peoples Party, PPP)  é um partido político do Paquistão. Era dirigido por Benazir Bhutto até a sua morte, ocorrida em 27 de dezembro de 2007.

## História
O PPP foi fundado em 30 de novembro de 1967 por Zulfikar Ali Bhutto, seu primeiro dirigente, tendo como lema: 
- O Islã é nossa fé
- A democracia é nossa política
- O socialismo é nossa economia
- Todo o poder para o povo

O PPP é considerado o mais liberal dos partidos políticos paquistaneses. Seu principal reduto é a província de Sindh, onde tem apoio da maioria da população. O partido também goza de considerável prestígio na província de Punjab.
Depois da execução de Ali Bhutto, sua filha Benazir Bhutto tornou-se a principal liderança do PPP, até a sua morte em dezembro de 2007.

## Resultados eleitorais

### Eleições legislativas
| Data | CI.            | Votos          | %              | +/-            | Deputados      | +/-            | Status         |
| ---- | -------------- | -------------- | -------------- | -------------- | -------------- | -------------- | -------------- |
| 1970 | 2.º            | 6 148 923      | 18,6 / 100,0   |                | 81 / 300       |                | Governo        |
| 1977 | 1.º            | 10 148 040     | 60,1 / 100,0   | 41,5           | 155 / 216      | 74             | Governo        |
| 1985 | Não participou | Não participou | Não participou | Não participou | Não participou | Não participou | Não participou |
| 1988 | 1.º            | 7 546 561      | 38,5 / 100,0   |                | 94 / 207       |                | Governo        |
| 1990 | 2.º            | 7 795 218      | 36,8 / 100,0   | 1,7            | 44 / 207       | 50             | Oposição       |
| 1993 | 2.º            | 7 578 635      | 37,9 / 100,0   | 1,1            | 89 / 207       | 45             | Governo        |
| 1997 | 2.º            | 4 152 209      | 21,8 / 100,0   | 16,1           | 18 / 207       | 71             | Oposição       |
| 2002 | 1.º            | 7 632 708      | 25,8 / 100,0   | 4,0            | 81 / 342       | 63             | Oposição       |
| 2008 | 1.º            | 10 666 548     | 30,8 / 100,0   | 5,0            | 119 / 342      | 38             | Governo        |
| 2013 | 3.º            | 6 911 218      | 15,3 / 100,0   | 15,5           | 42 / 342       | 77             | Oposição       |
| 2018 | 3.º            | 6 913 466      | 13,1 / 100,0   | 2,2            | 53 / 342       | 11             | Oposição       |